# Col de la Croix des Moinats
Der Col de la Croix des Moinats ist ein 891 Meter hoher französischer Gebirgspass in den Vogesen. Er befindet sich in der Region Grand Est im Département Vosges und verbindet über die D34 Vagney im Westen mit La Bresse im Osten. Weiters kann die Passhöhe auch über eine kleinere Straße von Cornimont aus erreicht werden.

## Streckenführung
Sowohl die Süd- als auch die Ostauffahrt sind mit Durchschnittsteigungen von 5,5 % bzw. 4,3 % relativ moderat. Die 8,8 und 5,9 Kilometer langen Auffahrten verlaufen gleichmäßig auf großteils geraden Straßen durch offenes Terrain. Im Gegensatz führt die deutlich steilere Südauffahrt von Cornimont über mehrere Kehren durch bewaldetes Gebiet auf die Passhöhe. Im unteren Teil werden Steigungsprozente von über 9 % erreicht. Insgesamt liegt die Durchschnittssteigung der 5,2 Kilometer langen Südauffahrt bei rund 7 %.

## Tour de France
Die Tour de France führte im Jahr 2014 führte auf der 8. Etappe erstmals über den Col de la Croix des Moinats. Dabei absolvierten die Fahrer die Westauffahrt von Vagney, die als Bergwertung der 2. Kategorie klassifiziert wurde. Mit Blel Kadri überquerte ein Franzose die Passhöhe als erster, ehe er rund 20 Kilometer später auch als erster im Zielort Gérardmer (La Mauselaine) ankam.
Bei der Tour de France 2023 wurde der Col de la Croix des Moinats auf der 20. Etappe erneut überquert. Diesmal wurde jedoch die deutlich anspruchsvollere Südauffahrt genutzt.
| Jahr | Etappe     | Bergwertung  | Erster am Gipfel | Auffahrt |
| ---- | ---------- | ------------ | ---------------- | -------- |
| 2014 | 08. Etappe | 2. Kategorie | Blel Kadri       | West     |
| 2023 | 20. Etappe | 2. Kategorie | Giulio Ciccone   | Süd      |